# 관현악을 위한 열두 개의 대무곡
관현악을 위한 열두 개의 대무곡, WoO 14은 루트비히 판 베토벤에 의해 쓰인 무곡 모음집이다.

## 개요
작품의 작곡 시기는 1791–1801년경이며, 악보의 출판은 1802년에 빈에서 이루어졌다. 1792년 말에 베토벤은 하이든과 함께 공부하기 위해 빈으로 왔고, 그는 곧 그의 제자들에게 공개적으로 무곡을 쓰는 기술을 보여주었다. 3년 만에 베토벤은 이 관현악을 위한 열두 개의 대무곡, WoO 14를 포함한, 최소 세 개 세트의 무곡을 작곡했다.
이 작품은, 1795년 11월에 레두텐잘의 공연에서 사용되었다. 베토벤의 이름은 “비너 차이퉁”(Wiener Zeitung)에 언급되었고, 곧 독일 무곡과 미뉴에트의 피아노 편곡 버전을 만들도록 요청 받았다. 그는 명성의 사다리에 오르고 있었다.

## 구성
- 1번 가장조
- 2번 가장조
- 3번 라장조
- 4번 내림 나장조
- 5번 내림 마장조
- 6번 다장조
- 7번 내림 마장조
- 8번 다장조
- 9번 가장조
- 10번 다장조
- 11번 라장조
- 12번 내림 마장조

## 악기 편성
각 번호마다 편성이 조금씩 다르다. 
- 1번: 오보에2, 바순2, 호른2, 바이올린, 첼로, 베이스
- 2번, 6번: 플루트, 클라리넷2, 바순, 호른2, 바이올린, 첼로, 베이스
- 3번: 플루트, 오보에2, 바순2, 호른2, 바이올린, 첼로, 베이스
- 4번: 플루트, 클라리넷2, 바순2, 호른2, 바이올린, 첼로, 베이스
- 5번, 12번: 클라리넷2, 바순2, 호른2, 바이올린, 첼로, 베이스
- 7번: 클라리넷2, 호른2, 바이올린, 첼로, 베이스
- 8번: 오보에2, 호른2, 탬버린, 바이올린, 첼로, 베이스
- 9번, 10번: 오보에, 호른2, 바이올린, 첼로, 베이스
- 11번: 플루트, 바순, 호른2, 바이올린, 첼로, 베이스

## 관련 링크
- 관현악을 위한 열두 개의 대무곡 (베토벤) - 국제 악보 도서관 프로젝트(IMSLP)의 악보